# حمام مصطفوي
حمام مصطفوي (بالفارسية: حمام مصطفوی) هو حمام تاريخي يعود إلى الدولة البهلوية، ويقع في مقاطعة أراك.